# مکزیکی (فیلم)
مکزیکی (انگلیسی: The Mexican) فیلمی در ژانر کمدی رمانتیک و کمدی به کارگردانی گور وربینسکی است که در سال ۲۰۰۱ منتشر شد. از بازیگران آن می‌توان به برد پیت، جولیا رابرتس، جیمز گاندولفینی، جی کی سیمونس و باب بالابان اشاره کرد.

## خلاصه فیلم
جری ولبک با دو چالش سخت روبرو است. از یک طرف رئیس باند خلافکاری که وی با آن همکاری می‌کند از او می‌خواهد با سفر به مکزیک یک تپانچه عتیقه و بسیار قیمتی و معروف به نام مکزیکی را برایش پیدا کند، در غیر این صورت با عواقب ناخوشایندی مواجه خواهد شد. از سوی دیگر همسرش از او می‌خواهد دست از این کارها بردارد و از همکاری با این گروه دست بکشد و…